# Cyclopina laurentica
Cyclopina laurentica är en kräftdjursart som beskrevs av Nicholls 1939. Cyclopina laurentica ingår i släktet Cyclopina och familjen Cyclopinidae. Inga underarter finns listade i Catalogue of Life.